# American Art Association
L'American Art Association est une galerie d'art et une maison de vente aux enchères créée en 1883.
Située à Manhattan, elle est la première maison de vente aux enchères aux États-Unis. Elle joue un rôle important à New York pendant la période de l'histoire américaine connue sous le nom de Gilded Age, accueillant certaines des plus grandes expositions d'art de la ville à l'époque. L'objectif de l'association est de promouvoir l'art américain à travers un lieu d'exposition et de vente.

## Histoire
L'American Art Association est fondée par James F. Sutton, R. Austin Robertson et Thomas Kirby en 1883. C'est Sutton qui, en 1882, propose un partenariat qui aboutira à la formation de l'American Art Association.
L'Association tient sa première vente aux enchères de plusieurs centaines durant son existence en 1885.
En 1923, après la retraite de Kirby, Cortlandt F. Bishop, aviateur pionnier et collectionneur de livres, achète l'American Art Association à Kirby,,. En 1929, l'Association fusionne avec Anderson Galleries pour former l'American Art Association-Anderson Galleries avant d'être reprise en 1938 par Parke-Bernet Galleries créée un an plus tôt.
En 1964, c'est Sotheby's qui achète Parke-Bernet, alors le plus grand commissaire-priseur d'œuvres d'art aux États-Unis.
Les Archives d'art américain de la Smithsonian Institution conservent la majeure partie des documents de l'American Art Association. Des documents supplémentaires sont disponibles à la Frick Art Reference Library.